# Jo Swinson
Jo Swinson, właśc. Joanne Kate Swinson (ur. 5 lutego 1980 w Glasgow) – brytyjska i szkocka polityk, deputowana do Izby Gmin, w 2019 lider Liberalnych Demokratów.

## Życiorys
Kształciła się w Douglas Academy, następnie ukończyła zarządzanie w London School of Economics. Pracowała w branży marketingu i PR, m.in. w firmie SpaceandPeople.
W wieku 17 lat dołączyła do Liberalnych Demokratów. Pełniła funkcję sekretarza, a następnie wiceprzewodniczącej Liberal Democrat Youth and Students, partyjnej organizacji skupiającej działaczy młodzieżowych i studentów. W 2002 dołączyła do federalnych władz wykonawczych swojego ugrupowania.
W 2001 bez powodzenia ubiegała się o miejsce w brytyjskim parlamencie, a dwa lata później z takim samym skutkiem o miejsce w Parlamencie Szkockim. W wyborach w 2005 po raz pierwszy uzyskała mandat posłanki do Izby Gmin z okręgu East Dunbartonshire. Z powodzeniem ubiegała się o reelekcję w 2010. Między wrześniem 2012 a majem 2015 obejmowała niższe stanowiska rządowe (parlamentarnego podsekretarza stanu) w pierwszym gabinecie Davida Camerona. W 2015 nie utrzymała mandatu deputowanej, zajęła się prowadzeniem własnej działalności gospodarczej. W 2017 po dwuletniej przerwie powróciła do Izby Gmin, w tym samym roku została zastępczynią lidera Liberalnych Demokratów.
W lipcu 2019 zwyciężyła w wewnątrzpartyjnych wyborach na nowego lidera swojego ugrupowania, pokonując w głosowaniu Eda Daveya. W grudniu 2019 Jo Swinson nie utrzymała mandatu poselskiego, w związku z czym ustąpiła z funkcji lidera partii. W 2020 została dyrektorem organizacji charytatywnej P4NE.